# Canton de Cannes-2
Le canton de Cannes-2 est une circonscription électorale française du département des Alpes-Maritimes, créée par le décret du 24 février 2014 et entrée en vigueur lors des élections départementales de 2015.

## Historique
Un nouveau découpage territorial des Alpes-Maritimes entre en vigueur en mars 2015, défini par le décret du 24 février 2014, en application des lois du 17 mai 2013 (loi organique 2013-402 et loi 2013-403). Les conseillers départementaux sont, à compter de ces élections, élus au scrutin majoritaire binominal mixte. Les électeurs de chaque canton élisent au Conseil départemental, nouvelle appellation du Conseil général, deux membres de sexe différent, qui se présentent en binôme de candidats. Les conseillers départementaux sont élus pour 6 ans au scrutin binominal majoritaire à deux tours, l'accès au second tour nécessitant 12,5 % des inscrits au 1er tour. En outre la totalité des conseillers départementaux est renouvelée. Ce nouveau mode de scrutin nécessite un redécoupage des cantons dont le nombre est divisé par deux avec arrondi à l'unité impaire supérieure si ce nombre n'est pas entier impair, assorti de conditions de seuils minimaux. Dans les Alpes-Maritimes, le nombre de cantons passe ainsi de 52 à 27. Le canton de Cannes-2 fait partie des 14 nouveaux cantons du département, les 13 autres cantons portant la dénomination d'un ancien canton, mais avec des limites territoriales différentes.

## Composition
Le canton de Cannes-2 comprend la partie de la commune de Cannes non incluse dans le canton de Cannes-1.
| Nom                            | Code Insee | Intercommunalité         | Superficie (km2) | Population (dernière pop. légale)                | Densité (hab./km2) | Modifier                                    |
| ------------------------------ | ---------- | ------------------------ | ---------------- | ------------------------------------------------ | ------------------ | ------------------------------------------- |
| Cannes (bureau centralisateur) | 06029      | CA Cannes Pays de Lérins | 19,62            | Fraction : 40 007 (2022) Commune : 74 040 (2022) | 3 774              | modifier les données · modifier les données |
| Canton de Cannes-2             | 0608       |                          |                  | 40 007 (2022)                                    |                    | modifier les données                        |

## Démographie
En 2022, le canton comptait 40 007 habitants, en évolution de −4,36 % par rapport à 2016 (Alpes-Maritimes : +2,85 %, France hors Mayotte : +2,11 %).
| 2013   | 2018   | 2022   |
| ------ | ------ | ------ |
| 42 469 | 40 549 | 40 007 |

## Représentation
| Période élective | Période élective | Mandat | Mandat   | Identité                 | Nuance | Nuance | Qualité |
| ---------------- | ---------------- | ------ | -------- | ------------------------ | ------ | ------ | --- |
| 2015             | 2021             | 2015   | 2021     | Chantal Azemar-Morandini |        | LR     | Adjointe au maire de Cannes jusqu'en 2020 |
| 2015             | 2021             | 2015   | 2021     | David Lisnard            |        | LR     | Maire de Cannes (2014 → ) Président de la Communauté d'agglomération Cannes Pays de Lérins Vice-président chargé du tourisme Ancien conseiller général du Canton de Cannes-Est (2008 → 2015) |
| 2021             | 2028             | 2021   | en cours | David Lisnard            |        | LR     | Conseiller sortant, 3ème Vice-Président du conseil départemental chargé du tourisme |
| 2021             | 2028             | 2021   | en cours | Alexandra Martin         |        | LR     | Directrice de cabinet et de communication Députée depuis 2022 |

### Résultats détaillés

#### Élections de mars 2015
Lors des élections départementales de 2015, le binôme composé de Chantal Azemar-Morandini et David Lisnard (UMP) est élu au 1er tour avec 56,52 % des suffrages exprimés, devant le binôme composé de Eric Ravasco et Marie Simonot (FN) (28,58 %). Le taux de participation est de 48,13 % (14 598 votants sur 30 332 inscrits) contre 48,55 % au niveau départementalet 50,17 % au niveau national.

#### Élections de juin 2021
Le premier tour des élections départementales de 2021 est marqué par un très faible taux de participation (33,26 % au niveau national). Dans le canton de Cannes-2, ce taux de participation est de 35,4 % (10 106 votants sur 28 551 inscrits) contre 34,55 % au niveau départemental. À l'issue de ce premier tour, le binôme constitué de David Lisnard et Alexandra Martin (Union à droite, 77,75 %), est élu avec 77,75 % des suffrages exprimés.